# Семково (Новогрудский район)
Семково (бел. Сямко́ва) — деревня в Новогрудском районе Гродненской области Республики Беларусь. Входит в состав Ладеникского сельсовета. 

## География
Расположена в 10 км от Новогрудка, 11 км от Ладеники.
Ближайшие населённые пункты Большие Лезневичи, Малые Лезневичи, Рощица и др.
В деревню пролегает полевая дорога.

### Гидрография
Река Семковка.

### Физико-географическая характеристика
Деревня находится на Восточно-Европейской равнине, на Белорусской гряде, Новогрудская возвышенность. 
Вокруг деревни смешанный лес и поля, где прорастает множество видов растений.

## Население

### Численность
- 2009 год — 54 человек

### Динамика
- 1999 год — 105 человек (перепись населения)
- 2008 год — 66 человек
- 2009 год — 54 человек (перепись населения)[3]